# Georg Lakner
Georg Lakner (* 4. Mai 1941 in Wien; † 17. Juni 2016 in Oberndorf bei Salzburg) war ein österreichischer Politiker (FPÖ/LIF) und Lehrer an einer AHS. Er war von 1989 bis 1994 Mitglied des Bundesrates.

## Ausbildung und Beruf
Lakner besuchte von 1947 bis 1951 eine Volksschule in Wien-Alsergrund und wechselte danach von 1951 bis 1955 an ein Bundesrealgymnasium in Wien-Währing. Er absolvierte danach zwischen 1955 und 1960 die Lehrerbildungsanstalt in Wien-Landstraße. Des Weiteren studierte Lakner Indogermanistik und Theaterwissenschaft sowie Lehramt für Deutsch und Latein an den Universitäten Wien und Salzburg und schloss sein Studium mit dem akademischen Grad Mag. phil. ab. Zudem leistete er zwischen 1967 und 1968 Präsenzdienst.
Lakner war beruflich von 1968 bis 1971 als Lehrer an einer Allgemeinen Sonderschule tätig. Danach arbeitete er von 1971 bis 1972 als Volksschullehrer in Strobl und war zwischen 1972 und 1982 Hauptschullehrer in St. Gilgen und Hof. 1982 wurde er Professor am Bundesrealgymnasium Salzburg-Stadt, wobei er 1987 an die Pädagogische Akademie des Bundes in Salzburg dienstzugeteilt wurde. Lakner wurde der Berufstitel Professor verliehen.

## Politik und Funktionen
Lakner begann seine politische Karriere im Bundesland Salzburg, wobei er von 1984 bis 1988 als Gemeindevertreter in Hof wirkte. Er wurde 1983 Mitglied der Bezirksparteileitung der FPÖ Flachgau und stieg 1985 zum Mitglied der Landesparteileitung der FPÖ Salzburg auf. Des Weiteren war er ab 1985 Obmann des Freiheitlichen Salzburger Landeslehrervereins im Bezirk Flachgau und übernahm 1986 die Funktion des Salzburger FPÖ-Landesreferenten für Bildung und Schulung. Zudem hatte er ab 1987 die Funktion des Obmanns des Freiheitlichen Bildungswerkes Salzburg inne und wurde in diesem Jahr auch in den Landesparteivorstand der FPÖ Salzburg kooptiert. Ab dem 3. Mai 1989 war Lakner Mitglied des Bundesrates, wo er die FPÖ Salzburg vertrat. Er wurde in der Folge Mitglied der Bundesparteileitung der FPÖ und hatte von 1990 bis 1992 die Funktion des Vorsitzenden der FPÖ-Bundesratsfraktion inne. Zudem war er Mitglied des Klubvorstandes und wurde in den Bundesparteivorstand kooptiert.
Lakner gehörte zu den Gründungsmitgliedern des Liberalen Forums und war ab dem 15. Februar 1993 ohne Fraktionszugehörigkeit im Bundesrat. Er gehörte jedoch dem Liberalen Parlamentsklub an und war ab 1994 Sprecher des Liberalen Forums Salzburg.